# Liste der Kulturgüter in Birr
Die Liste der Kulturgüter in Birr enthält alle Objekte in der Gemeinde Birr im Kanton Aargau, die gemäss der Haager Konvention zum Schutz von Kulturgut bei bewaffneten Konflikten, dem Bundesgesetz vom 20. Juni 2014 über den Schutz der Kulturgüter bei bewaffneten Konflikten sowie der Verordnung vom 29. Oktober 2014 über den Schutz der Kulturgüter bei bewaffneten Konflikten unter Schutz stehen.
Objekte der Kategorien A und B sind vollständig in der Liste enthalten, Objekte der Kategorie C fehlen zurzeit (Stand: 1. Januar 2023).

## Kulturgüter
| Foto |                                                                              | Objekt                                            | Kat. | Typ | Standort                              | Beschreibung |
| ---- | ---------------------------------------------------------------------------- | ------------------------------------------------- | ---- | --- | ------------------------------------- | ------------ |
| ja   | Datei hochladen · Wikidata zu Grabstätte von Heinrich Pestalozzi (Q19362299) | Grabstätte von Heinrich Pestalozzi KGS-Nr.: 00064 | A    | K   | Pestalozzistrasse 2 657575 / 254284   |              |
| ja   | Datei hochladen · Wikidata zu Bourbaki-Denkmal (Q29575720)                   | Bourbaki-Denkmal KGS-Nr.: 00065                   | B    | K   | Pestalozzistrasse 657551 / 254280     |              |
| ja   | Datei hochladen · Wikidata zu Herrenhaus Neuhof (Q29575725)                  | Herrenhaus Neuhof KGS-Nr.: 15215                  | B    | G   | Pestalozzistrasse 98 658134 / 253673  |              |
| ja   | Datei hochladen · Wikidata zu Evangelisch-reformierte Kirche. (Q1675014)     | Evangelisch-reformierte Kirche KGS-Nr.: 15216     | B    | G   | Pestalozzistrasse 2.4 657529 / 254297 |              |